# 鐵金剛勇破太空城
《鐵金剛勇破太空城》（英語：Moonraker）是第11部占士·邦系列影片，1979年上映，羅渣·摩亞主演。

## 劇情
美國德瑞斯公司製造的太空梭借與英國，卻在運輸途中墜毀，但是並沒有找到殘骸，007奉命調查穿梭機失蹤事件。
前往富豪德瑞斯的總部調查階段屢屢遭到暗算，007利用超迷你X光解開德瑞斯保險箱，發現許多怪異機械設計圖，懷疑德瑞斯圖謀不軌，途中並認識了美女博士古海德。007前往義大利威尼斯調查德瑞斯公司分部過程中繼續遭到殺手追擊，靠著Q特製的武裝遊船才得以脫困，他跟蹤古海德找到了古堡地下室的毒氣實驗室並取得樣本；然而隔日帶領英國官方人員前往查緝時地下室卻搬遷一空，成為普通辦公室。幸虧007將手中樣本交與Q化驗，同時並前往巴西里約熱內盧的德瑞斯貨運倉庫追查。
出發前007懷疑古海德的身分故前往質問，發現她其實也是美國CIA派往追查德瑞斯的探員。在巴西007調查倉庫時一無所獲並遭到王牌殺手大鋼牙的追殺，後來調查德瑞斯海濱私人機場時遭遇古海德，她告知對方已將基地設施連日用航空貨運轉移。兩人搭乘纜車下山時再次遭遇大鋼牙，於鋼索上發生驚險搏鬥，後來化險為夷卻被另一批喬裝的殺手抓上救護車，007在車上與對手搏鬥後脫困但是古海德依然被抓。
在軍情六處巴西基地，Q告知毒氣是來自亞馬遜雨林新發現的黑蘭花提煉，只對人類有毒性卻不傷動植物，007前往亞馬遜雨林追查德瑞斯秘密基地，在亞馬遜河上再遇大鋼牙和一批手下駕快艇追殺，但是007駕駛的快艇其實是Q改裝的小型魚雷艦，依靠武力擊敗追殺者最後於大瀑布靠滑翔翼脫逃，大鋼牙墜入瀑布。
繼續往叢林深處探索時發現一群身穿白袍的俊男美女；居於一個高科技山洞的秘密基地，007中埋伏掉入蟒蛇池，後僥倖脫困並見到德瑞斯和被抓的古海德。赫然發現整座山是空洞的巨型地下太空發射中心，德瑞斯高知他的方舟太空城計畫，利用蘭花毒氣毒殺全人類，同時在太空建立俊男美女優生學的人類種子族群，日後再返回地球打造理想國。總共有6艘太空梭執行載運計畫，但是其中一艘稍早故障所以才需偷回借與英國的那艘太空梭。話畢德瑞斯將兩人丟入太空梭發射台下方，打算用發射時的烈火燒死兩人，危急時刻007依靠手錶炸彈炸開通氣孔逃脫，並驚險混入最後第六架太空梭升空前往太空城。
在太空軌道兩人發現太空城是一座直徑200公尺以上的太空站，搭載50枚毒氣彈；一枚可殺1億人足以殺全人類，並搭配雷達干擾裝置避免地面偵測，混入後他們前往雷達室搗毀干擾裝置，美國偵測到該站後派遣一支太空人突擊隊前往攻擊。然而兩人卻也洩漏行蹤被捕，德瑞斯欲把他們丟入太空時007搧動他承認未來太空站上外觀不合優生學的人都要被消滅，引起大鋼牙叛亂。007趁機暫停了人工旋轉重力裝置，使全站混亂並救了美國突擊隊的太空梭免被雷射砲攻擊，成功接近太空站。站上最後也派出太空人部隊和美國突擊隊於太空中用雷射槍交火，雙方均死傷慘重，但是仍有一小股突擊隊登站，配合007的行動太空站被破壞自爆，德瑞斯也被007的手錶標槍射死後丟入太空。
太空站爆炸前007和古海德登上一艘太空梭欲擊毀已經發射的3枚毒氣彈，但是起飛鎖卡住，最後大鋼牙將鎖解開。兩人駕駛太空梭衝入大氣層擊毀3枚毒氣彈，而大鋼牙被美國特擊隊所救。所有危機解除後，007和古海德登在太空梭內發生關係。

## 演員
- 羅渣·摩亞 飾 詹姆士·龐德
- 露意絲·查爾斯 飾 荷莉·古海德
- 李察·基路 飾 Jaws
- 麥可·朗斯代爾 飾 Sir Hugo Drax
- Toshiro Suga  飾 Chang
- Corinne Clery 飾 Corinne Dufour
- Emily Bolton 飾 Manuela

## 製作花絮
本片劇本原先有一段飛機追逐的橋段，後來運用在第十三部的《八爪女》之中。
為了拍攝自由落體的戲份，特技人員前後跳了88次跳傘，並且配上特製的輕型寬螢幕廣角攝影機才能順利拍攝完畢。由於當時的電腦特效技術不發達，所以劇組決定請視覺特效總監德瑞克·麥丁斯來幫忙。

## 拍攝地點
- 英國
- 美國
- 意大利
- 巴西

## 主題曲
由雪莉·貝西（Shirley Bassey）演唱同名主題曲「Moonraker」，是雪莉·貝西第三次演唱007主題曲，是所有歌手最多的。

## 得獎紀錄
- 本片在第52屆奧斯卡金像獎提名最佳視覺效果獎。

## 外部連結
- MGM's official site for Moonraker （页面存档备份，存于）
- 互联网电影数据库（IMDb）上《鐵金剛勇破太空城》的资料（英文）
- 爛番茄上《鐵金剛勇破太空城》的資料（英文）
- 豆瓣电影上《鐵金剛勇破太空城》的資料 （简体中文）
- Box Office Mojo上《鐵金剛勇破太空城》的資料（英文）
- AllMovie上《鐵金剛勇破太空城》的资料（英文）